# AB2 (sittvagn)
AB2 var en svensk personvagn (sittvagn) av 1960-talstyp med 1:a och 2:a klass. Vagnarna hade två kupéer i första klass, två kupéer i andra klass samt två salonger i andra klass. Framåt slutet av 1980-talet väcktes tankar om att bygga om vagnarna till rena andraklassvagnar genom att göra förstaklasskupéerna till tjänstekupéer. Idén förverkligades emellertid inte och SJ beslutade istället att slopa vagnarna under 1990-talet som de första vagnarna av sin generation. Merparten skrotades men ett antal såldes till de kroatiska järnvägarna.

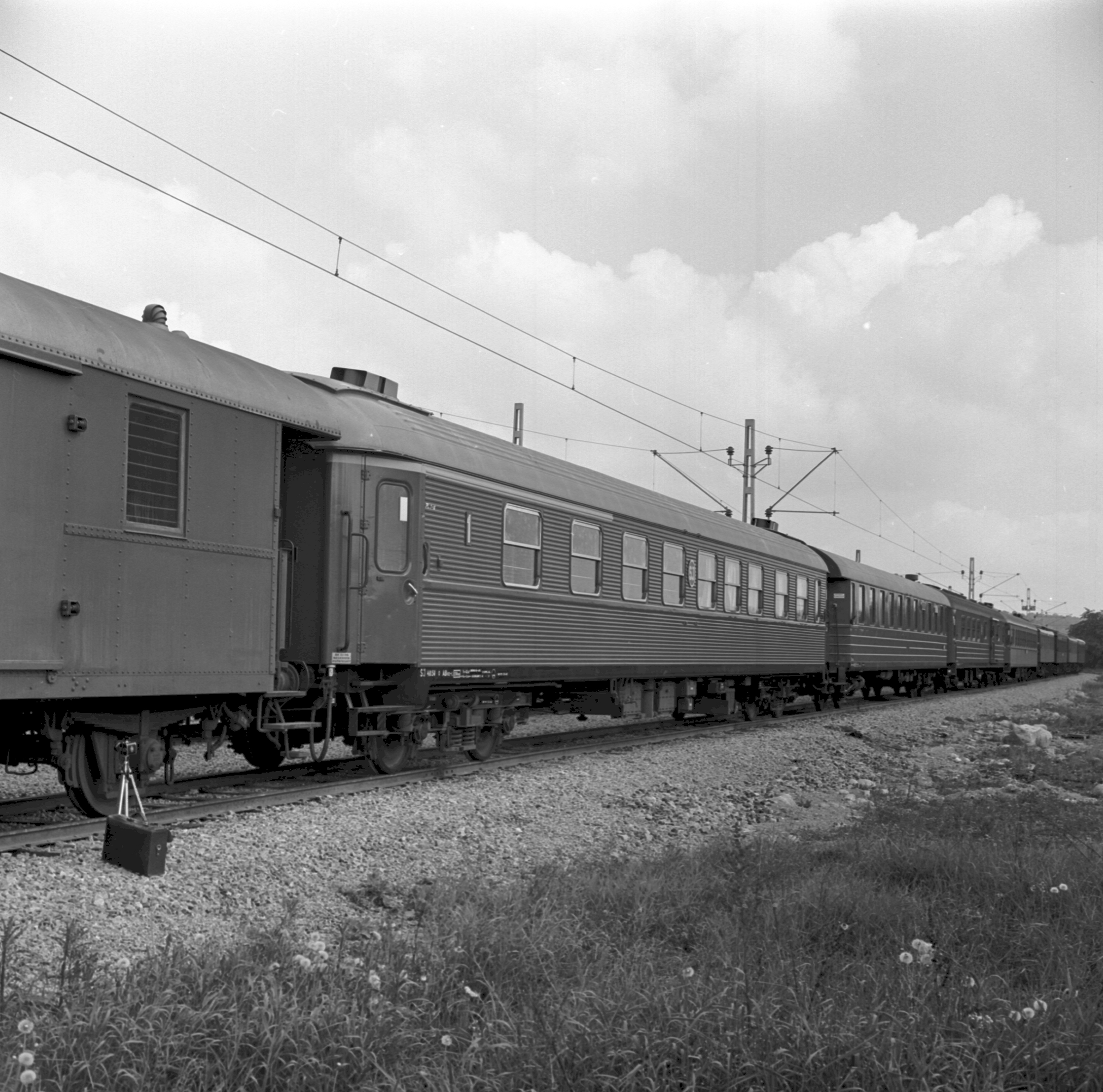
SJ AB2 i juni 1963